# イランの地震一覧

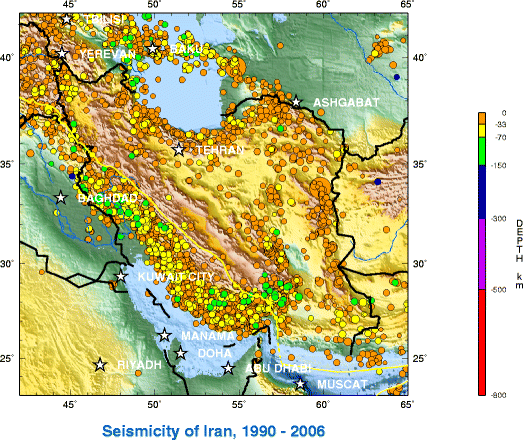
1990年から2006年までにイランで発生した主な地震（アメリカ地質調査所のデータより）

イランの地震一覧（イランのじしんいちらん）では、イラン・イスラム共和国で起きた大きな地震を一覧で示す。イランは、世界的にも地震発生が最も多い国の1つであり 、幾つもの大きな断層が走り国内の90%以上を覆っている。これによって、イランにはたびたび地震が発生し、破壊的となる。

## 地質と歴史
イランの南縁部国境線の地下は、アラビアプレートとユーラシアプレートという2枚の巨大なプレート境界線にあたるため、プレート境界型の大きな地震が頻発することになる。
イラン高原は、活動的な褶曲や断層、または火山の噴火といった、プレート・テクトニクスで説明されるような地殻の動きによる地震の被害を受けやすい地域である。このことは、長い地震災害の歴史によってよく知られている。これらの地震は、数千人規模での死者を出すだけでなく、価値ある天然資源を失わせる。1900年以降、イランでは少なくとも126,000人の命が地震によって失われた。

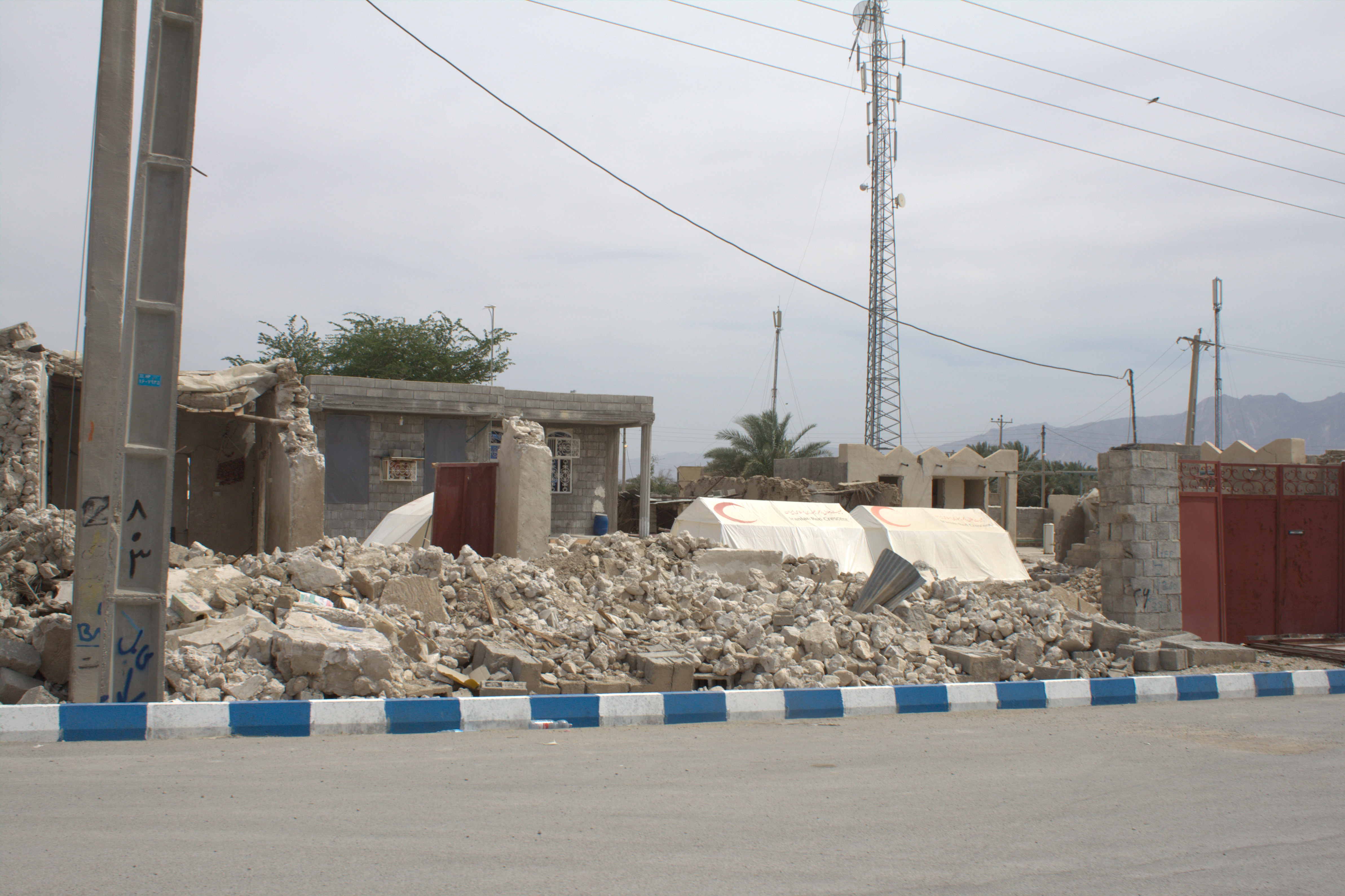
2013年イラン地震で倒壊した家屋
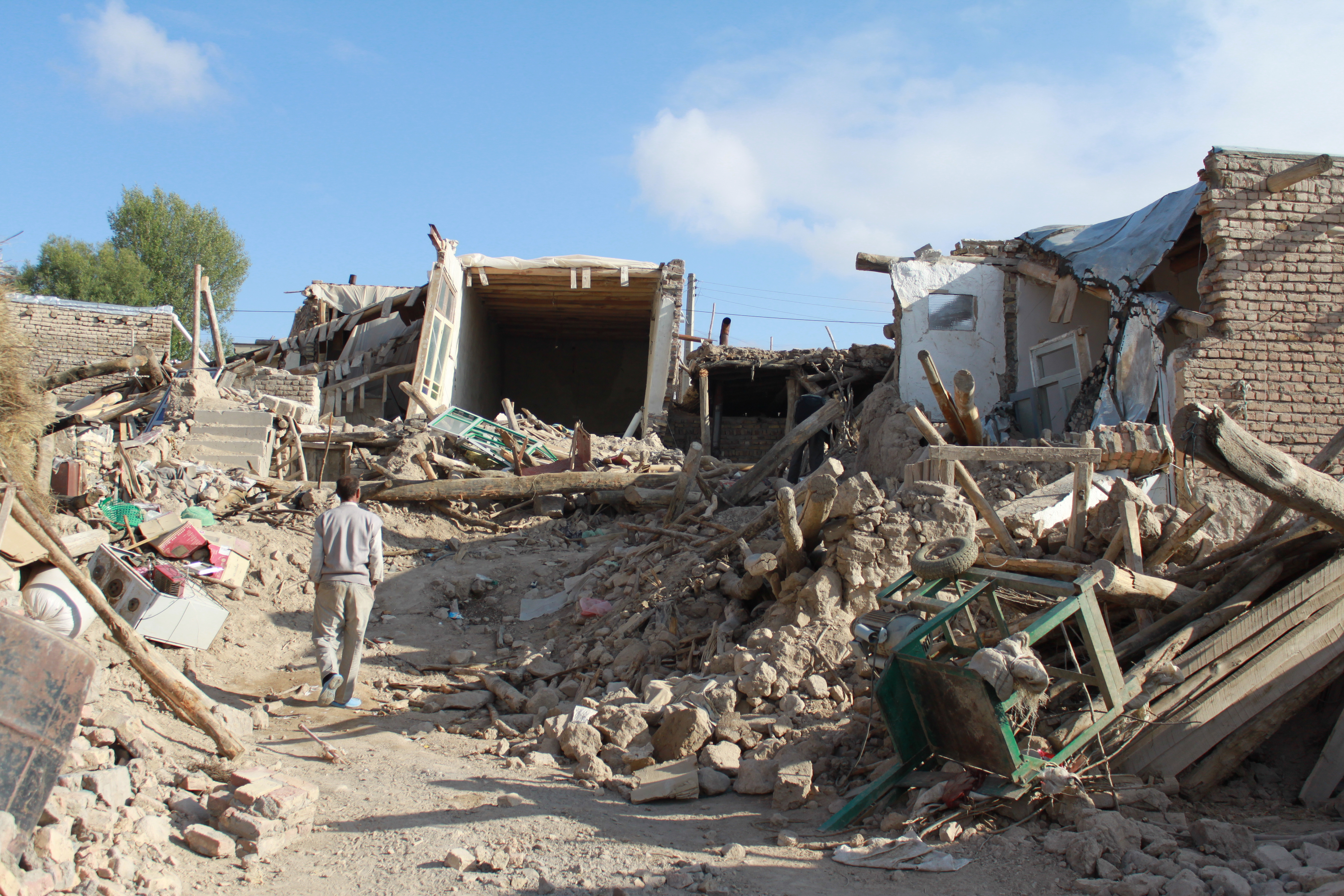
2012年イラン北西部地震で倒壊した家屋
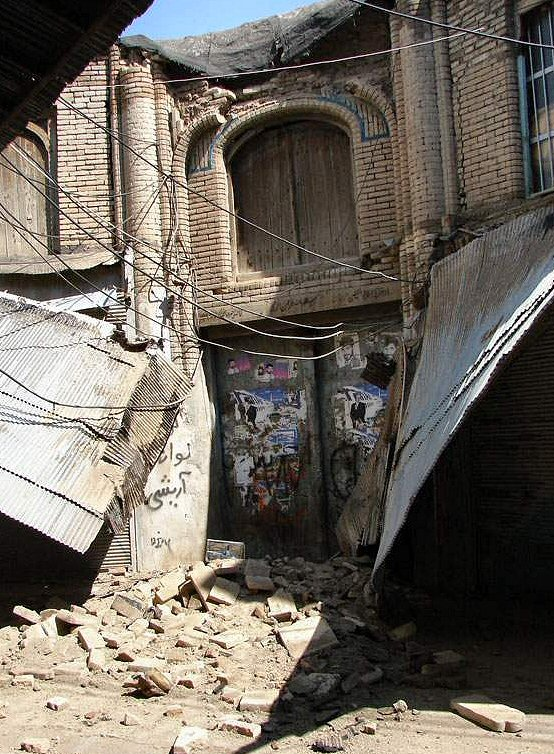
ボルージェルドのバーザールの「ハーフェズの隊商宿」（18世紀の建造物）も、2006年の地震によって破壊された。

## 一覧

### 21世紀
| 年月日         | 時間     | 震央                                 | マグニチュード | 死亡者数     | 位置座標                                                                | 名称                       |
| -------------- | -------- | ------------------------------------ | -------------- | ------------ | ----------------------------------------------------------------------- | -------------------------- |
| 2014年8月18日  | 07:02    | ムールムーリー                       | 6.2            | -            | 北緯32度42分 東経47度36分 / 北緯32.7度 東経47.6度                       |                            |
| 2013年5月11日  | 06:38:09 | ゴハラーン                           | 6.2            | -            | 北緯26度31分 東経57度46分 / 北緯26.52度 東経57.76度                     |                            |
| 2013年4月16日  | 10:44:13 | スィースターン・バルーチェスターン州 | 7.8            | 35           | 北緯28度04分 東経62度05分 / 北緯28.06度 東経62.08度                     | イラン地震 (2013年4月16日) |
| 2013年4月9日   | 16:22:50 | ブーシェフル                         | 6.3            | 60人以上     | 北緯28度30分 東経51度35分 / 北緯28.50度 東経51.59度                     | イラン地震 (2013年4月9日)  |
| 2012年8月11日  | 12:23:18 | タブリーズ                           | 6.4 and 6.3    | 306          | 北緯38度19分26秒 東経46度45分32秒 / 北緯38.324度 東経46.759度           | イラン北西部地震           |
| 2011年6月15日  | 01:05:30 | カフヌージ                           | 5.3            | 2            | 北緯27度58分34秒 東経57度34分26秒 / 北緯27.976度 東経57.574度           |                            |
| 2010年12月20日 | 22:12:01 | ケルマーン州ファハラージ             | 6.5            | 7            | 北緯38度16分23秒 東経48度17分30秒 / 北緯38.27306度 東経48.29167度       | イラン地震 (2010年12月)    |
| 2010年8月27日  | 23:56:34 | ダームガーン                         | 5.9            | 19           | 北緯26度44分34.8秒 東経55度49分40.8秒 / 北緯26.743000度 東経55.828000度 |                            |
| 2008年9月10日  | 11:00:34 | ゲシュム島                           | 6.1            | 7            | 北緯26度44分34.8秒 東経55度49分40.8秒 / 北緯26.743000度 東経55.828000度 |                            |
| 2006年3月31日  | 01:17:01 | ロレスターン州ボルージェルド         | 6.1            | 70人         | 北緯33度34分51.6秒 東経48度47分38.4秒 / 北緯33.581000度 東経48.794000度 |                            |
| 2005年11月27日 | 10:22:19 | ゲシュム島                           | 6.0            | 13人         | 北緯26度47分2.4秒 東経55度50分49.2秒 / 北緯26.784000度 東経55.847000度  |                            |
| 2005年2月22日  | 02:25:22 | ケルマーン州ザーランド               | 6.4            | 602人以上    | 北緯30度44分27.6秒 東経56度52分37.2秒 / 北緯30.741000度 東経56.877000度 |                            |
| 2004年5月28日  | 12:38:46 | マーザンダラーン州                   | 6.3            | 35人以上     | 北緯36度16分12秒 東経51度34分30秒 / 北緯36.27000度 東経51.57500度       |                            |
| 2003年12月26日 | 01:56:52 | バム                                 | 6.6            | 30,000人以上 | 北緯29度0分14.4秒 東経58度20分13.2秒 / 北緯29.004000度 東経58.337000度  | バム地震                   |
| 2002年6月22日  | 02:58:21 | ガズヴィーン                         | 6.5            | 262人        | 北緯35度40分8.4秒 東経48度55分58.8秒 / 北緯35.669000度 東経48.933000度  |                            |

### 20世紀
| 年月日         | 時間     | 震央                  | マグニチュード | 死亡者数       | 位置座標                                                         | 名称                         |
| -------------- | -------- | --------------------- | -------------- | -------------- | ---------------------------------------------------------------- | ---------------------------- |
| 1998年3月14日  | 19:40:02 | Golbaf                | 6.6            | 5              | 北緯30度9分 東経57度36分 / 北緯30.150度 東経57.600度             |                              |
| 1997年5月10日  | 07:57:29 | ビールジャンド-Qaen   | 7.3            | 1,567人        | 北緯33度49分12秒 東経59度48分0秒 / 北緯33.82000度 東経59.80000度 |                              |
| 1997年2月28日  |          | en:Ardabil            | 6.0            | -              | 北緯38度15分 東経48度17分 / 北緯38.250度 東経48.283度            |                              |
| 1990年6月20日  |          | en:Manjil(-en:Rudbar) | 7.4            | 40,000人以上   | 北緯37度0分 東経49度24分 / 北緯37.000度 東経49.400度             | イラン北西部ルードバール地震 |
| 1981年7月28日  |          | Southern Iran         | 7.3            | 1,500          | 北緯30度0分 東経57度48分 / 北緯30.000度 東経57.800度             |                              |
| 1981年6月11日  |          | Southern Iran         | 6.9            | 3,000人        | 北緯29度54分 東経57度42分 / 北緯29.900度 東経57.700度            |                              |
| 1978年9月16日  |          | en:Tabas              | 7.8            | 15,000人       | 北緯33度12分 東経57度24分 / 北緯33.200度 東経57.400度            | タバス地震                   |
| 1972年4月10日  |          |                       | 7.1            | 5,054人        | 北緯28度24分 東経52度48分 / 北緯28.400度 東経52.800度            |                              |
| 1968年8月31日  |          | Dasht-e-Bayaz         | 7.3            | At least 7,000 | 北緯33度54分0秒 東経59度1分12秒 / 北緯33.90000度 東経59.02000度  | ビヤズ地震                   |
| 1965年2月10日  | 16:09    | Bostanabad-e Bala     | 5.1            | 20人           |                                                                  |                              |
| 1962年9月1日   |          | Bou'in-Zahra          | 7.1            | 12,225人       | 北緯35度36分 東経49度54分 / 北緯35.600度 東経49.900度            | ボインザラ地震               |
| 1957年12月13日 |          | Sahneh                | 7.1            | 1,130人        | 北緯34度21分0秒 東経47度40分12秒 / 北緯34.35000度 東経47.67000度 |                              |
| 1957年7月2日   |          | マーザンダラーン州    | 7.1            | 1,200人        | 北緯36度8分24秒 東経52度42分0秒 / 北緯36.14000度 東経52.70000度  |                              |
| 1953年2月12日  |          | Torud                 | 6.5            | 970人          |                                                                  |                              |
| 1947年8月5日   |          | Pasni                 | 7.3            |                |                                                                  |                              |
| 1930年5月6日   |          | en:Salmas             | 7.2            | 2, 500人       | 北緯38度9分 東経44度42分 / 北緯38.150度 東経44.700度             |                              |
| 1929年5月1日   |          | Koppeh Dagh           | 7.4            | 3,800人        | 北緯37度51分 東経57度45分 / 北緯37.850度 東経57.750度            |                              |
| 1923年5月25日  |          | Torbat-e Heydariyeh   | 5.7            | 2,200人        | 北緯33度24分 東経59度6分 / 北緯33.400度 東経59.100度             |                              |
| 1909年1月23日  |          | Silakhor              | 7.3            | 6,000人        | 北緯33度24分 東経49度6分 / 北緯33.400度 東経49.100度             |                              |

### 19世紀以前
| 年月日         | 震央         | マグニチュード | 死亡者数  | 位置座標                                              |
| -------------- | ------------ | -------------- | --------- | ----------------------------------------------------- |
| 1755年6月7日   | カーシャーン | Unknown        | 40,000人  | 北緯33度59分 東経51度27分 / 北緯33.983度 東経51.450度 |
| 1721年4月26日  | タブリーズ   | M7.7           | 80,000人  | 北緯38度0分 東経46度3分 / 北緯38.000度 東経46.050度   |
| 1727年11月18日 | タブリーズ   | Unknown        | 77,000人  | 北緯38度5分 東経46度17分 / 北緯38.083度 東経46.283度  |
| 893年3月23日   | アルダビール | Unknown        | 150,000人 | 北緯38度15分 東経48度17分 / 北緯38.250度 東経48.283度 |
| 856年12月22日  | ダームガーン | Unknown        | 200,000人 | 北緯36度10分 東経54度21分 / 北緯36.167度 東経54.350度 |